# Wuping
För andra betydelser, se Wuping (olika betydelser).
Wuping är ett härad inom staden Longyan i provinsen Fujian i sydöstra Kina. Det ligger omkring 340 kilometer väster om provinshuvudstaden Fuzhou. 

## Administrativ indelning
Wuping är indelat i ett stadsdelsdistrikt, 14 köpingar och två socknar.
Stadsdelsdistrikt (jiedao):

- Pingchuan (平川街道)

Köpingar (zhen):

- Chengxiang (城厢镇)
- Dahe (大禾镇)
- Dongliu (东留镇)
- Shifang (十方镇)
- Taoxi (桃溪镇)
- Wan'an (万安镇)
- Wudong (武东镇)
- Xiangdian (湘店镇)
- Xiangdong (象洞镇)
- Yanqian (岩前镇)
- Yongping (永平镇)
- Zhongbao (中堡镇)
- Zhongchi (中赤镇)
- Zhongshan (中山镇)

Socknar (xiang):
- Minzhu (民主乡)
- Xiaba (下坝乡)